# November 2008
Portal Geschichte | Portal Biografien | Aktuelle Ereignisse | Jahreskalender | Tagesartikel

◄ |
20. Jahrhundert |
21. Jahrhundert

◄ |
1970er |
1980er |
1990er |
2000er
| 2010er | 2020er | 2030er | ►

◄ |
2004 |
2005 |
2006 |
2007 |
2008
| 2009 | 2010 | 2011 | 2012 | ►

◄ |
August 2008 |
September 2008 |
Oktober 2008 |
November 2008 |
Dezember 2008 |
Januar 2009 |
Februar 2009 |
►
Dieser Artikel behandelt tagesbezogene Nachrichten und Ereignisse im November 2008.

## Tagesgeschehen

### Samstag, 1. November 2008

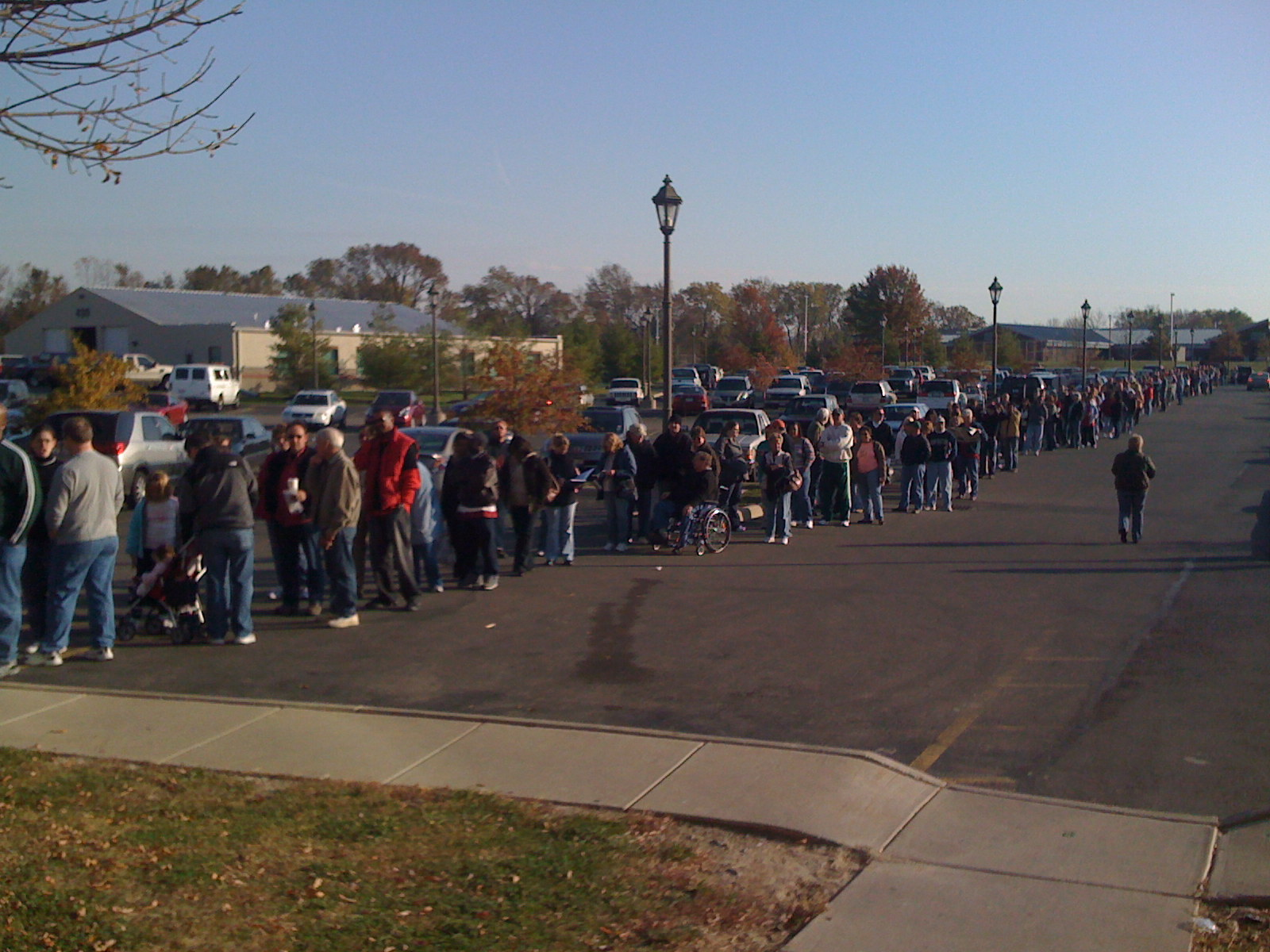
Präsidentschaftswahl in den USA, early voting

- Berlin/Deutschland: Der Ministerpräsident des Saarlands Peter Müller (CDU) tritt sein Amt als Präsident des Bundesrates an.[1]
- Deutschland: Das Gesetz zur Modernisierung des GmbH-Rechts und zur Bekämpfung von Missbräuchen tritt in Kraft; als neue Rechtsform wird die Unternehmergesellschaft (haftungsbeschränkt) eingeführt.
- Vereinigte Staaten: Schon bei den „Frühwahlen“ (englisch early voting) der 56. Wahlen des Präsidenten der Vereinigten Staaten zeichnet sich eine hohe Wahlbeteiligung ab. Nach acht Jahren Regierung von George W. Bush (Republikanische Partei) gilt der Demokrat Barack Obama als großer Favorit gegenüber dem Republikaner John McCain.[2]
- Wien/Österreich: Der österreichische Schriftsteller Josef Winkler wird mit dem diesjährigen Georg-Büchner-Preis ausgezeichnet.

### Sonntag, 2. November 2008

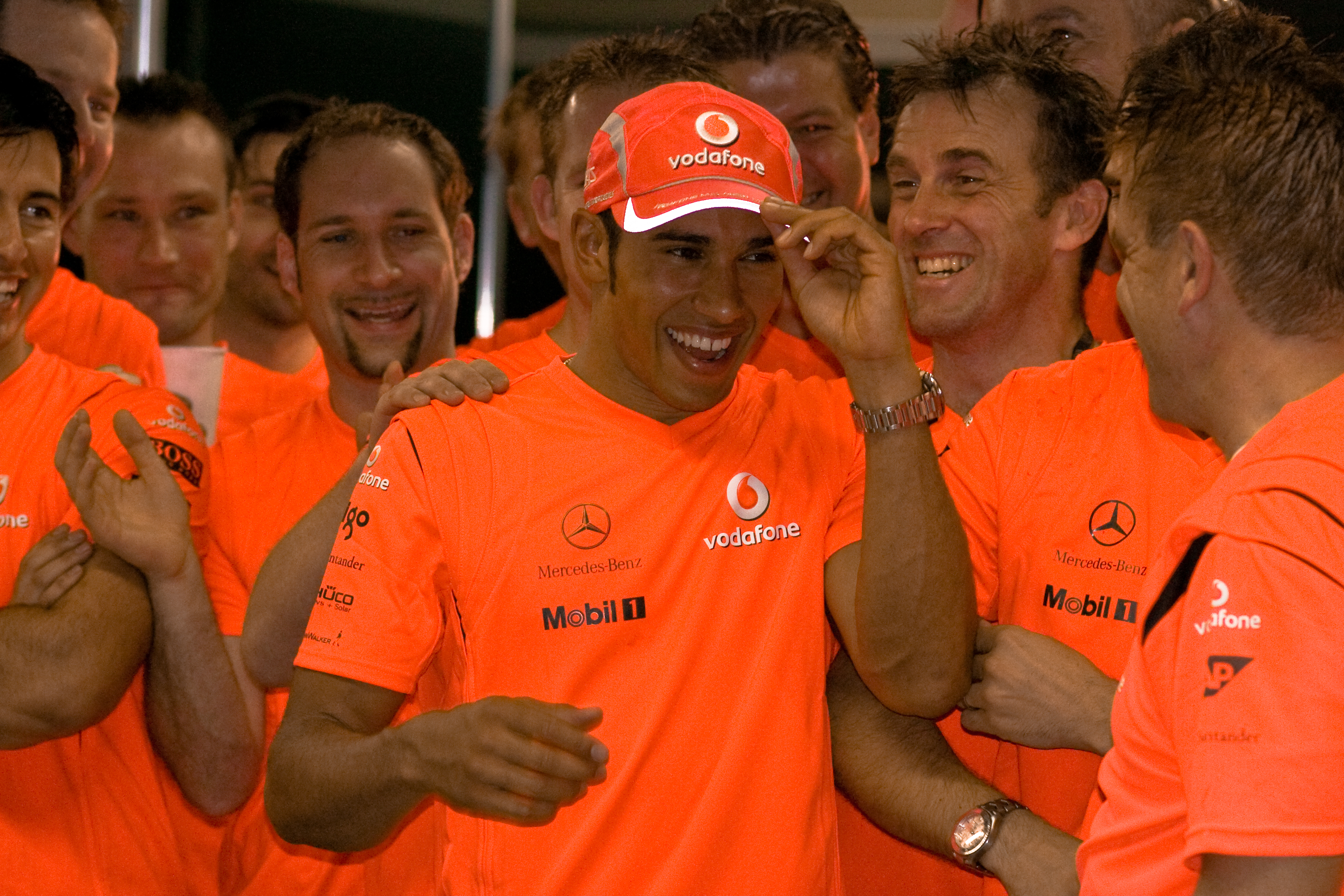
Lewis Hamilton

- São Paulo/Brasilien: Der Brasilianer Felipe Massa gewinnt den Großen Preis von Brasilien, der Brite Lewis Hamilton erreicht den fünften Platz und wird damit zum jüngsten Weltmeister der Formel-1-Geschichte.

### Montag, 3. November 2008
- Brüssel/Belgien: Die Europäische Kommission erwartet für Deutschland ein Wachstum des Bruttoinlandsprodukts preisbereinigt von null Prozent für das Jahr 2009 und von einem Prozent für das Jahr 2010. Grund für die ungünstige Einschätzung seien die weltweite Finanzkrise und Anpassungen auf dem Immobilienmarkt in einer Reihe von Ländern.[3]
- Frankfurt am Main/Deutschland: Nach einem Verlust von 285 Millionen Euro im dritten Quartal im Zuge der Finanzkrise nutzt die Commerzbank das Finanzmarktstabilisierungsgesetz. Die Bank erhält aus dem Finanzmarktstabilisierungsfonds 8,2 Milliarden Euro Finanzhilfe als stille Einlage[4] und erhält eine staatliche Garantie in Höhe von 15 Mrd. Euro.[5]
- Neu-Delhi/Indien: Der Dalai Lama Tendzin Gyatsho beruft 300 Delegierte der Exil-Tibeter ein, um über den weiteren Kurs gegenüber der Volksrepublik China zu beraten (Tibetaufstand).[6]
- Wiesbaden/Deutschland: Nachdem vier Abgeordnete der hessischen SPD-Fraktion im Hessischen Landtag auf einer Pressekonferenz erklärt haben, Andrea Ypsilanti nicht zur hessischen Ministerpräsidentin zu wählen, ist Andrea Ypsilanti mit ihrem Vorhaben, sich mit den Stimmen der Grünen und der Linken zur Ministerpräsidentin wählen zu lassen (Magdeburger Modell), gescheitert.[7]

### Dienstag, 4. November 2008

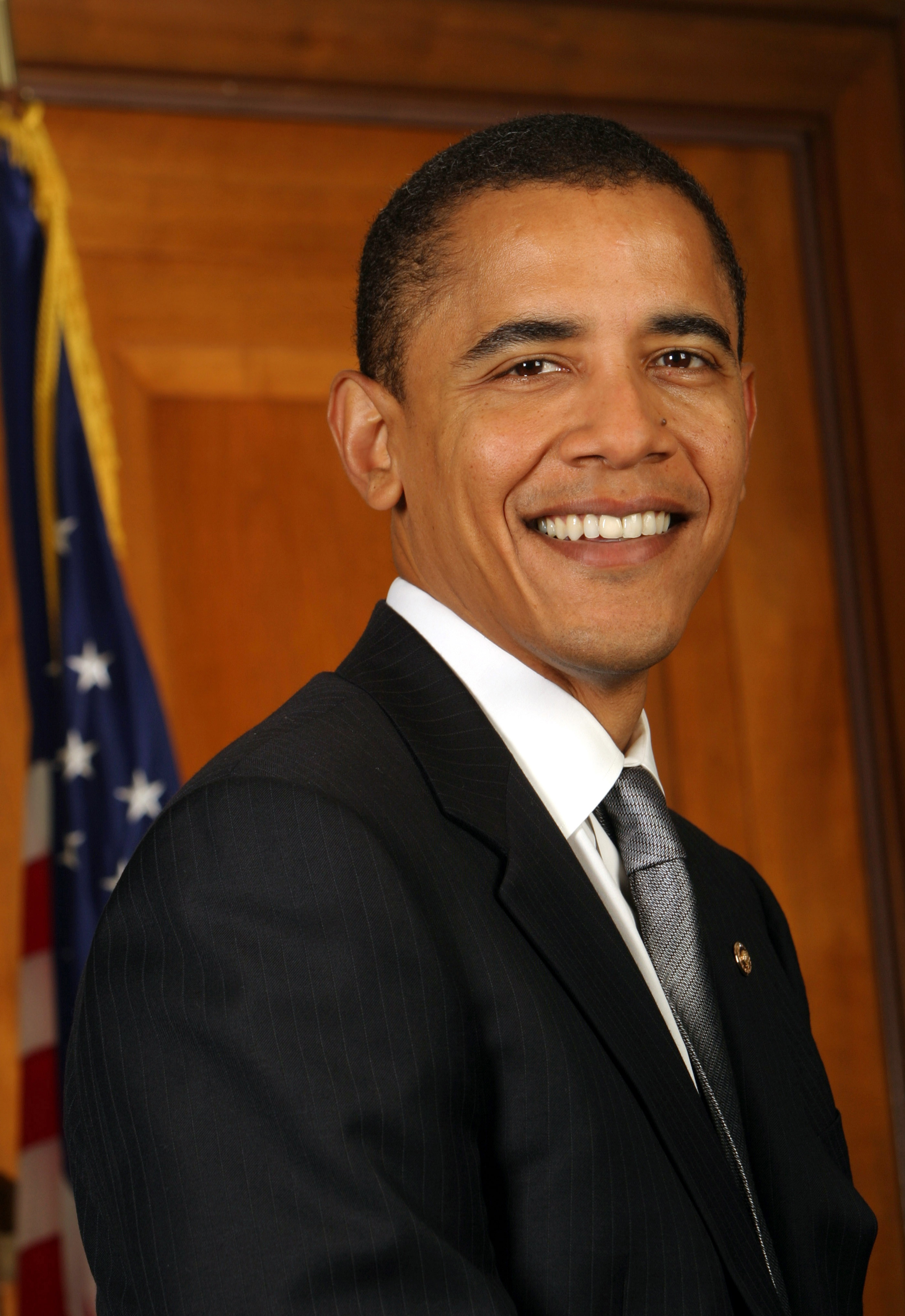
Barack Obama

- Detroit / Vereinigte Staaten: Der nationale Automobilmarkt bricht nach Angaben der Konzernleitung von General Motors im Oktober 2008 „komplett ein“.[8]
- Hannover/Deutschland: Beim Brand eines Reisebusses auf der A 2 zwischen den Anschlussstellen 41 Garbsen und 42 Hannover-Herrenhausen kommen 20 Menschen ums Leben.[9]
- Mexiko-Stadt/Mexiko: Der mexikanische Innenminister Juan Camilo Mouriño und ein Strafverfolger sowie sechs weitere Menschen kommen bei einem Flugzeugabsturz ums Leben.
- San Juan/Puerto Rico: Die Parlamentswahlen finden statt.
- Washington, D.C. / Vereinigte Staaten: Barack Obama (Demokratische Partei) geht als Sieger aus der 56. Präsidentschaftswahl hervor. In den USA, das einst im großen Stil Sklavenhaltung gewährte, ist Obama der erste US-Präsident mit einem „farbigen“ Elternteil: Allerdings ist er kein Nachfahr afroamerikanischer Sklaven. Bei den gleichzeitig stattfindenden Kongresswahlen nehmen die Demokraten der Republikanischen Partei im Repräsentantenhaus weitere Sitze ab und bauen ihre Mehrheit aus. Gleiches gilt für die Wahl zum Senat.[10]

### Mittwoch, 5. November 2008
- Berlin/Deutschland: Das Bundeskabinett beschließt ein Maßnahmenpaket „Beschäftigungssicherung durch Wachstumsstärkung“.[11]
- Kaliningrad/Russland: Der russische Präsident Dmitri Medwedew kündigt als Reaktion auf das geplante US-Raketenabwehrsystem in Mitteleuropa die Stationierung von SS-26-Kurzstreckenraketen an der NATO-Grenze an.[12]

### Donnerstag, 6. November 2008

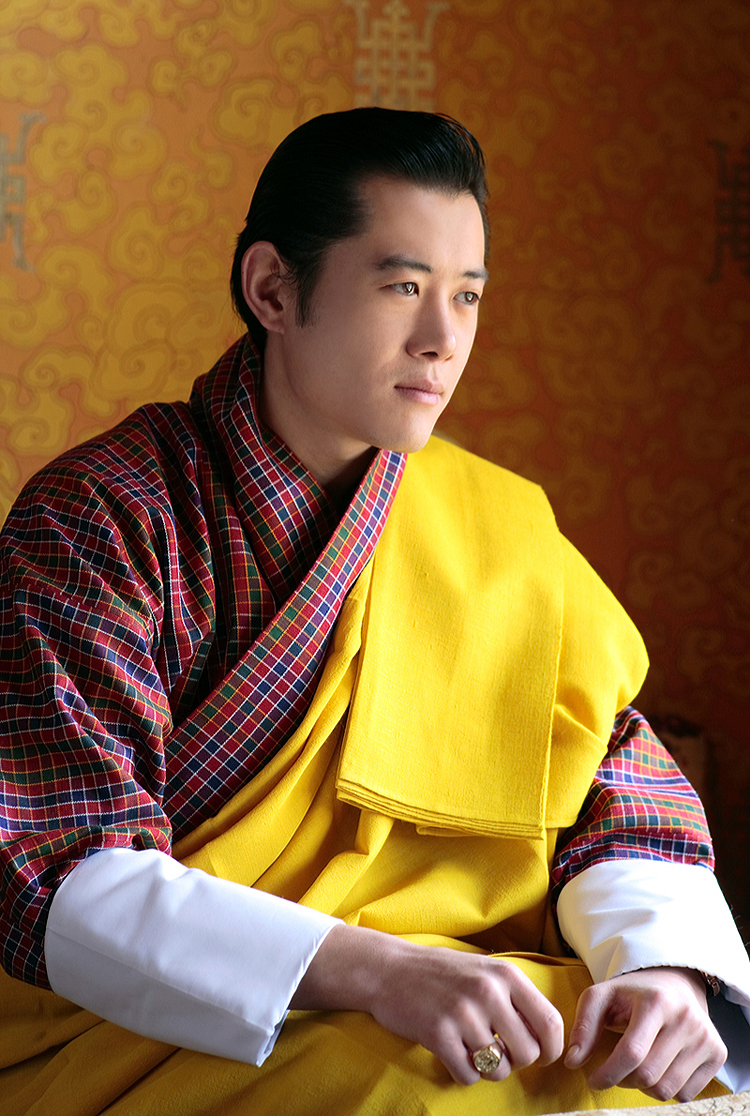
Jigme Khesar Namgyel Wangchuck

- Frankfurt am Main/Deutschland: Die Europäische Zentralbank senkt den Leitzins um 0,5 Prozent auf 3,25 Prozent mit Wirkung zum 12. November 2008.[13]
- Hildesheim/Deutschland: Gemäß der Steuerschätzung fallen die Steuereinnahmen für die Gebietskörperschaften für das Jahr 2009 um eine Milliarde Euro höher aus, als noch im Frühjahr vom Arbeitskreis „Steuerschätzung“ geschätzt worden war.[14]
- Kalifornien / Vereinigte Staaten: In verschiedenen kalifornischen Städten wie Los Angeles, San Francisco und San Diego kommt es zu Demonstrationen gegen Proposition 8, ein erfolgreiches Referendum zur Abschaffung der gleichgeschlechtlichen Ehe.[15]
- London / Vereinigtes Königreich: Die Bank of England senkt den Leitzins um 1,5 Prozentpunkte auf 3,0 %.[16]
- Thimphu/Bhutan: Krönung Jigme Khesar Namgyel Wangchucks zum neuen König von Bhutan.[17]
- Washington, D.C. / Vereinigte Staaten: Der IWF erwartet für 2009 die erste weltweite Rezession seit dem Zweiten Weltkrieg; in Deutschland soll die Wirtschaftsleistung gemessen am Bruttoinlandsprodukt um preisbereinigt 0,8 Prozent zurückgehen.[18] Im Oktober 2008 hatte der Währungsfonds noch für Deutschland eine Veränderungsrate von 0,0 Prozent erwartet.[19]

### Freitag, 7. November 2008
- Berlin/Deutschland: Die Große Koalition hat sich nach langem Streit auf die Reform der Erbschaftsteuer geeinigt.[20]
- Ljubljana/Slowenien: Der Vorsitzende der Sozialdemokraten Borut Pahor wird von der Nationalversammlung zum slowenischen Ministerpräsidenten gewählt.[21]
- Port-au-Prince/Haiti: Beim Einsturz einer Schule in Pétionville bei Port-au-Prince kommen mindestens 82 Schüler und Lehrer ums Leben, 107 weitere werden verletzt.[22]
- Wiesbaden/Deutschland: Alle im hessischen Landtag vertretenen Parteien haben sich auf Neuwahlen zum 18. Januar 2009 geeinigt.[23]

### Samstag, 8. November 2008

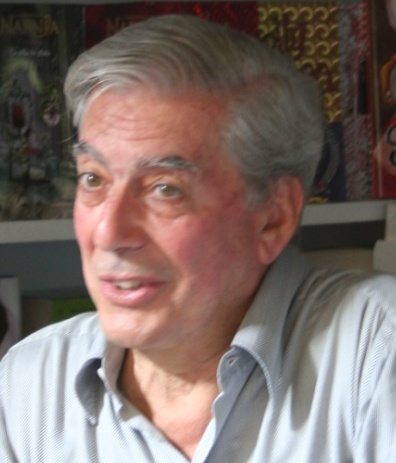
Mario Vargas Llosa

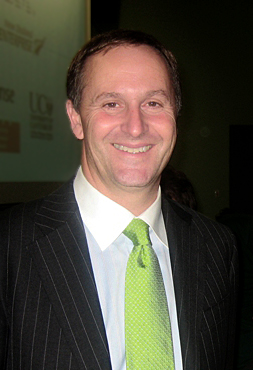
John Key

- Frankfurt am Main/Deutschland: Der peruanische Schriftsteller Mario Vargas Llosa erhält in der Frankfurter Paulskirche den Freiheitspreis der Friedrich-Naumann-Stiftung für die Freiheit.
- Wellington/Neuseeland: Bei den Parlamentswahlen verliert die von der Labour Party geführte Regierungskoalition unter Ministerpräsidentin Helen Clark ihre Mehrheit an das konservative Oppositionsbündnis von John Key.[24]
- Wiesbaden/Deutschland: Der Gießener Landtagsabgeordnete Thorsten Schäfer-Gümbel wird zum Spitzenkandidaten der SPD bei den Neuwahlen zum Hessischen Landtag am 18. Januar 2009 ernannt.
- Wladiwostok/Russland: An Bord des russischen Atom-U-Bootes „Nerpa“ im Japanischen Meer kommen wegen einer Fehlfunktion der Feuerlöschanlage mindestens 20 Menschen durch das Gas Freon ums Leben.

### Sonntag, 9. November 2008
- Peking/China: Die chinesische Regierung gibt ein Konjunkturprogramm in Höhe von umgerechnet 460 Mrd. Euro bekannt, um die Auswirkungen der Finanzkrise zu reduzieren.[25]

### Montag, 10. November 2008
- Brüssel/Belgien: Drei Monate nach dem Georgienkrieg haben die Außenminister der Europäischen Union die Wiederaufnahme der Verhandlungen mit Russland über ein neues Partnerschaftsabkommen befürwortet.[26]
- Washington, D.C. / Vereinigte Staaten: Die US-amerikanische Regierung unterstützt das US-amerikanische Versicherungsunternehmen American International Group, an der die Regierung mittlerweile 80 Prozent hält, mit rund 150 Milliarden US-Dollar; dies ist die größte finanzielle staatliche Unterstützung für ein privates Unternehmen in der Geschichte der Vereinigten Staaten.[27]

### Dienstag, 11. November 2008
- Köln/Deutschland: Ein führerloser Güterzug kracht in Köln in eine Lagerhalle. Die zwei Lokführer waren vorher in Frechen wegen versagender Bremsen vom Zug abgesprungen.[28]
- Washington, D.C. / Vereinigte Staaten: Der designierte US-Präsident Barack Obama und seine Frau besichtigen erstmals seit der Wahl das Weiße Haus, seinen künftigen Amtssitz. Er folgt damit einer Einladung von George W. Bush.[29]

### Mittwoch, 12. November 2008

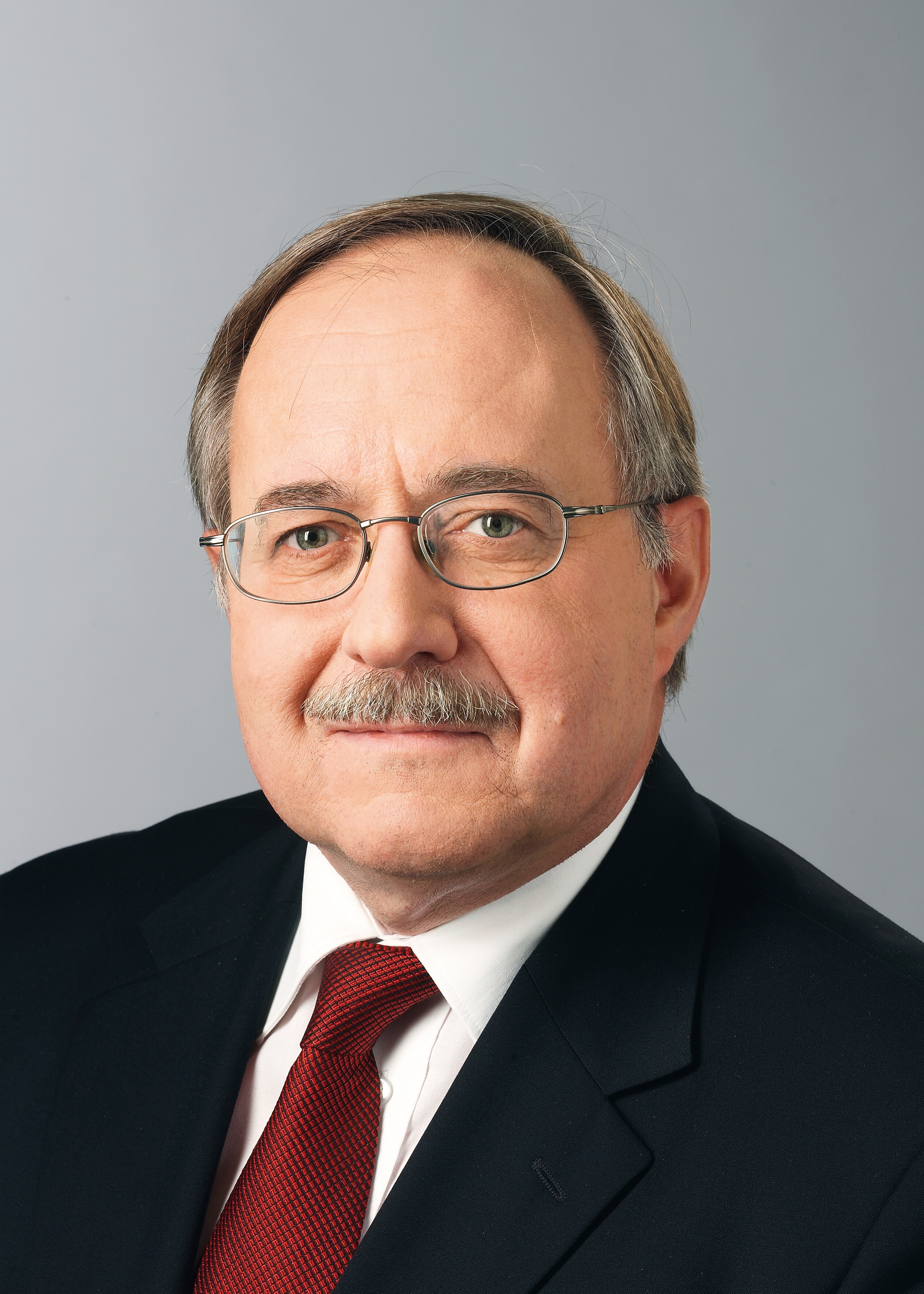
Samuel Schmid

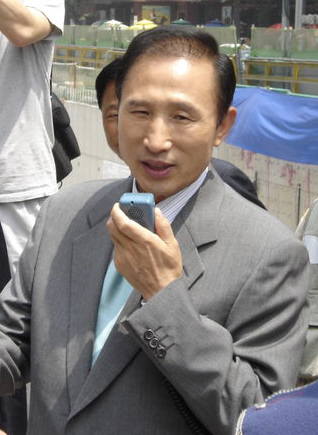
Lee Myung Bak

- Berlin/Deutschland: Der Sachverständigenrat zur Begutachtung der gesamtwirtschaftlichen Entwicklung legt sein Jahresgutachten 2008/2009 mit dem Titel „Die Finanzkrise meistern – Wachstumskräfte stärken“ vor. Für 2009 sagt der Rat eine Veränderungsrate des Bruttoinlandsprodukts für Deutschland von preisbereinigt 0,0 Prozent voraus.[30]
- Bern/Schweiz: Bundesrat Samuel Schmid, Vorsteher des Eidgenössischen Departements für Verteidigung, Bevölkerungsschutz und Sport, hat seinen Rücktritt zum 31. Dezember 2008 angekündigt.[31]
- Brüssel/Belgien: Die Europäische Union verhängt ein Rekordbußgeld gegen ein Autoglas-Kartell bestehend aus dem japanischen Asahi-Konzern, das französische Unternehmen Saint Gobain, Pilkington in Großbritannien und Soliver in Belgien.[32]
- New York / Vereinigte Staaten: In seinem aktuellen Weltbevölkerungsbericht errechnet der UN-Bevölkerungsfonds UNFPA eine Zunahme der Bevölkerung des Planeten in diesem Jahr auf 6,75 Milliarden Menschen. Allein vier Milliarden von ihnen leben in Asien. Bis 2050 wird mit einer weiteren Zunahme der Weltbevölkerung auf 9,2 Milliarden Menschen gerechnet.[33]
- Pjöngjang/Nordkorea: Nordkorea hat die Schließung der Grenze nach Südkorea angekündigt und reagiert damit auf eine angebliche Verschärfung des Konfrontationskurses des südkoreanischen Präsidenten Lee Myung-bak.[34]
- Sindelfingen/Deutschland: Die Tarifparteien der Metall- und Elektroindustrie haben sich geeinigt. Ab 1. Februar 2009 werden die Entgelte um 2,1 Prozent erhöht und ab Mai 2009 um insgesamt 4,2 Prozent. Die zweite Anhebung kann gemäß freiwilliger betrieblicher Vereinbarung um bis zu sieben Monate verschoben werden. Die Laufzeit der Vereinbarung beträgt 19 Monate, bis April 2010. Für die Monate November und Dezember 2008 sowie Januar 2009 gibt es insgesamt eine Einmalzahlung von 510 Euro, die im Dezember 2008 ausbezahlt wird. Von Mai bis Dezember 2009 erhalten die Beschäftigten je Monat zusätzliche Einmalzahlungen in Höhe von 0,4 Prozent eines Monatsentgeltes.[35]

### Donnerstag, 13. November 2008
- Bonn/Deutschland: Die Gewerkschaft ver.di gibt bekannt, dass im Rahmen der Überwachungsaffäre bei der Deutschen Telekom AG neben den Aufsichtsratsmitgliedern Lothar Schröder die ver.di Vorstandsmitglieder Rolf Büttner und Frank Bsirske ausspioniert wurden.[36]
- Frankfurt am Main/Deutschland: Staatssekretär Walther Otremba aus dem Bundeswirtschaftsministerium liegen schon rund 20 Anträge von Banken auf Fördermittel aus dem Sonderfonds Finanzmarktstabilisierung vor.[37]
- Wiesbaden/Deutschland: Nachdem vier Abgeordnete der hessischen SPD-Fraktion im Hessischen Landtag auf einer Pressekonferenz erklärt hatten, Andrea Ypsilanti nicht zur hessischen Ministerpräsidentin zu wählen, hat die SPD Südhessen ein Parteiausschlussverfahren gegen Carmen Everts und Jürgen Walter eingeleitet. Die CDU Hessens spricht von einer „Treibjagd“ gegen die Abweichler.[38]
- Deutschland: Lutz Heilmann erwirkt eine einstweilige Verfügung gegen die Wikipedia und lässt die Domain wikipedia.de sperren, welche sonst auf die Hauptseite der deutschsprachigen Wikipedia weiterleitet.[39]

### Freitag, 14. November 2008

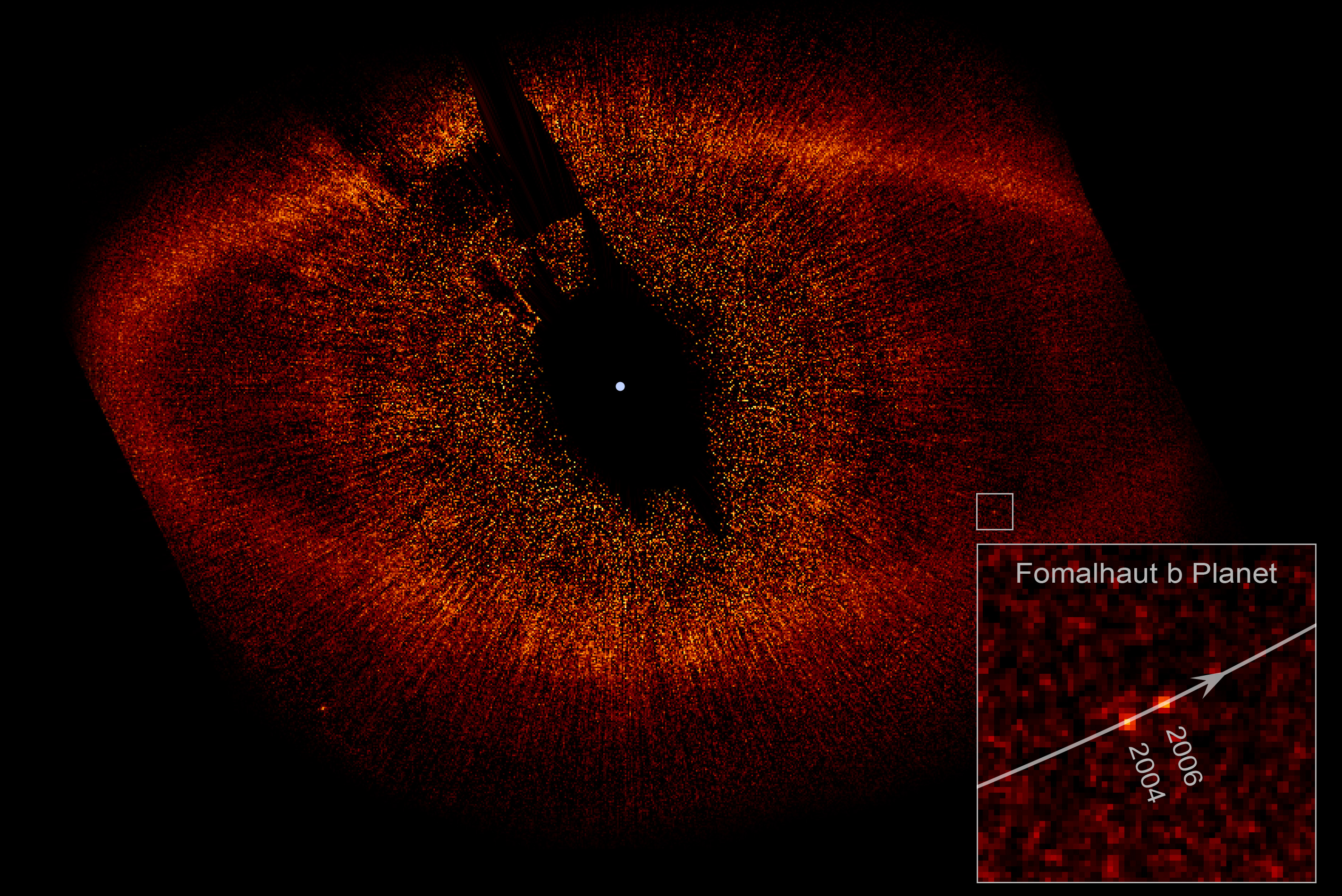
Hubble-Aufnahme von Staubscheibe und umlaufendes Objekt um den Stern Fomalhaut

- Cape Canaveral / Vereinigte Staaten: Die Mission STS-126 startet.
- Nizza/Frankreich: Geplantes Gipfeltreffen, bei dem die EU und Russland zusammenkommen und über ein neues Partnerschaftsabkommen verhandeln werden.[40]
- Orbit: Mit dem Weltraumteleskop Hubble von NASA und ESA ist es erstmals gelungen, ein seinen Zentralstern umlaufendes nichtstellares Objekt außerhalb des Sonnensystems optisch festzuhalten und damit dessen Existenz zu belegen. Es handelt sich um Fomalhaut b,[41] das nach neueren Forschungsergebnissen im Gegensatz zur seinerzeitigen Annahme kein Exoplanet ist, sondern möglicherweise eine kurzzeitig aufleuchtende Staubwolke war.[42]

### Samstag, 15. November 2008

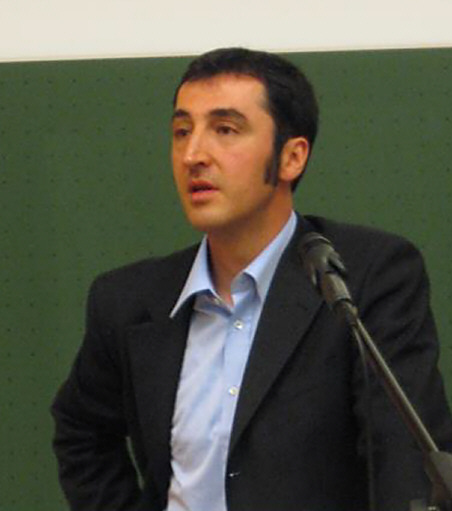
Cem Özdemir

- Deutschland: Cem Özdemir wird zum neuen Bundesvorsitzenden der Partei Bündnis 90/Die Grünen gewählt und ist damit der erste deutsche Vorsitzende einer Bundestagspartei mit Migrationshintergrund.[43]
- Hangzhou/China: Beim Einsturz eines im Bau befindlichen U-Bahn-Tunnels sterben mindestens drei Menschen, 18 weitere werden verschüttet.[44]
- Petrila/Rumänien: Bei einem Grubenunglück sterben 13 Personen.[45]
- Washington, D.C. / Vereinigte Staaten: Internationaler Gipfel zur Finanzkrise.[46]

### Sonntag, 16. November 2008
- Basel/Schweiz: Der Roman Nach Hause schwimmen von Rolf Lappert gewinnt den erstmals vergebenen Schweizer Buchpreis.[47]
- Bissau/Guinea-Bissau: Bei den Parlamentswahlen gewinnt die Regierungspartei PAIGC.[48]

### Montag, 17. November 2008
- Bonn/Deutschland: Das UN-Klimasekretariat gibt bekannt, dass die Treibhausgas-Emissionen der Industriestaaten seit 2000 um 2,3 Prozent gestiegen sind.[49]
- Somalia: Somalische Piraten entern den Tanker Sirius Star, welcher einem Tochterunternehmen des saudi-arabischen Erdölkonzerns Saudi Aramco gehört. Der Tanker soll Rohöl im Werte von ca. 80 Millionen Euro an Bord haben.[50]

### Dienstag, 18. November 2008
- Berlin/Deutschland: Im dritten und letzten PISA-Ergänzungstest führt Sachsen in allen drei Kategorien und hat damit den vorherigen Spitzenreiter Bayern überholt.[51]
- Los Angeles / Vereinigte Staaten: Die Lage in den kalifornischen Waldbrandgebieten entspannt sich. Besseres Wetter hilft der Feuerwehr beim Kampf gegen das Feuer. Insgesamt wurden durch die Brände rund 1.000 Häuser und 170 Quadratkilometer Land zerstört.[52]

### Mittwoch, 19. November 2008
- Wiesbaden/Deutschland: Der hessische Landtag löst sich nach 227 Tagen auf und macht damit den Weg für die am 18. Januar 2009 geplanten Neuwahlen frei.[53]

### Donnerstag, 20. November 2008
- Brüssel/Belgien: Die EU-Landwirtschaftsminister einigen sich auf eine Kürzung der Direktzahlungen sowie auf eine Erhöhung der Milchquote.[54]
- New York / Vereinigte Staaten: Der UN-Sicherheitsrat beschließt die Aufstockung der MONUC-Mission um 3.000 auf 20.000 Soldaten wegen der anhaltenden Kämpfe im Osten der Demokratischen Republik Kongo.[55]
- Wien/Österreich: Bei der 9. Verleihung des Nestroy-Theaterpreises werden Regina Fritsch als beste Schauspielerin und Markus Hering als bester Schauspieler ausgezeichnet.
- Wiesbaden/Deutschland: Der Sachverständigenrat zur Begutachtung der gesamtwirtschaftlichen Entwicklung hat seine Wachstumsprognose für das Gesamtjahr 2008 angesichts der Finanzkrise nach unten korrigiert. Statt der am 12. November vorhergesagten 1,7 Prozent für 2008 gehen die Ökonomen jetzt nur noch von 1,5 Prozent aus, sagte der Präsident des Zentrums für Europäische Wirtschaftsforschung (ZEW), Wolfgang Franz, in Stuttgart. Für 2009 sagt der Sachverständigenrat ein Minus von 0,2 Prozent voraus. Bisher waren die Wirtschaftsforscher von 0,0 Prozent ausgegangen.

### Freitag, 21. November 2008

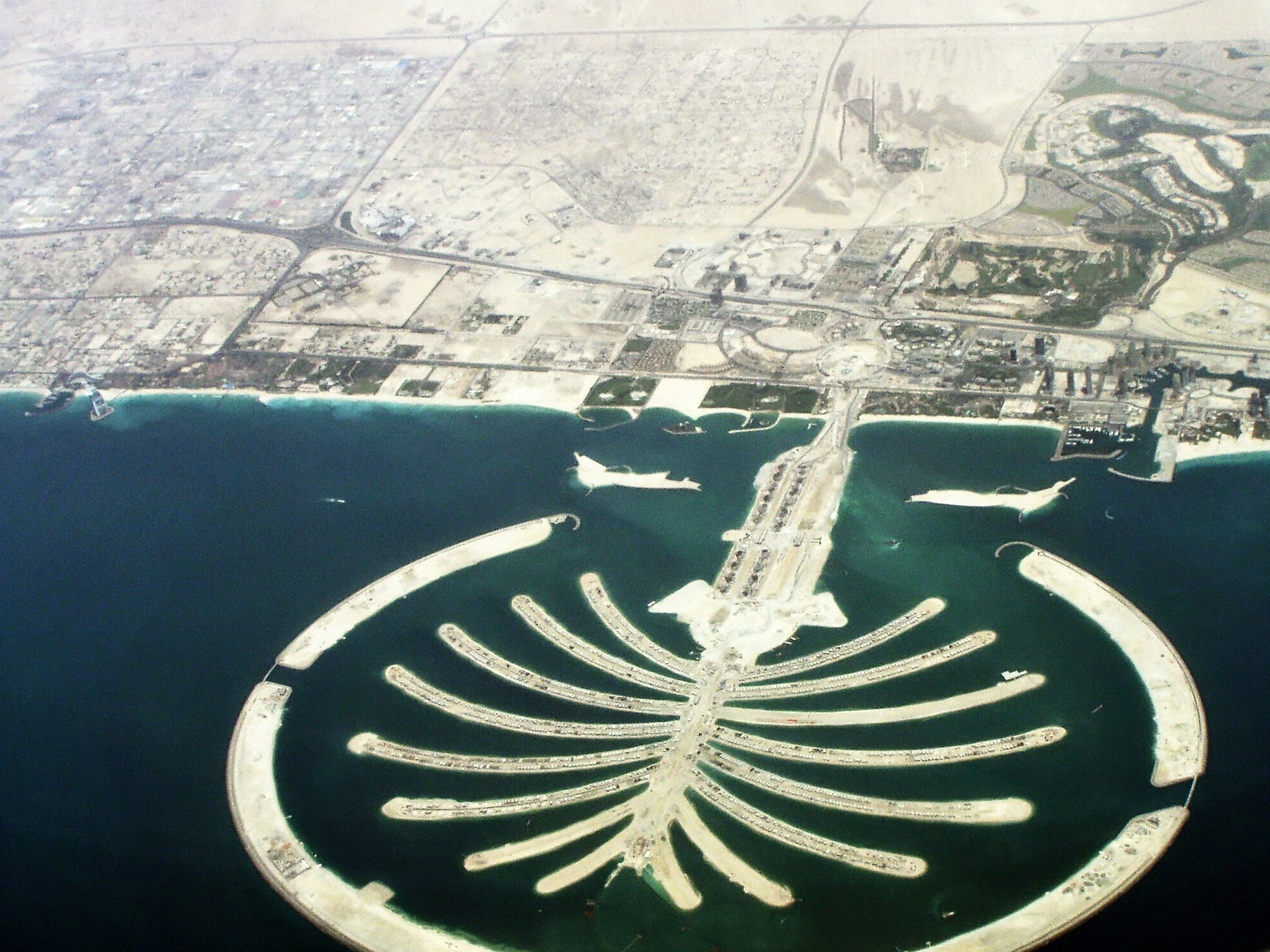
Luftbild von „Jumeirah“

- Dubai / Vereinigte Arabische Emirate: Mit dem größten Feuerwerk der Geschichte wird die künstliche Insel Palm Jumeirah eröffnet.[56]
- London / Vereinigtes Königreich: Nur rund fünf Wochen nach Bekanntgabe ihrer Trennung haben sich Popstar Madonna und der Regisseur Guy Ritchie im Schnellverfahren scheiden lassen. Das Sorgerecht für die beiden Söhne wird geteilt. Tochter Lourdes wurde der Sängerin zugesprochen.[57]

### Samstag, 22. November 2008

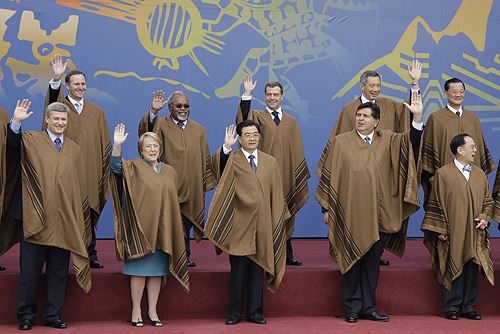
Teilnehmer des APEC-Gipfels

- Islamabad/Pakistan: Bei einem mutmaßlich amerikanischem Raketenangriff sind im Nordwesten des Landes fünf militante Kämpfer getötet worden. Im Dorf Ali Khel wurde das Haus eines Taliban-Kommandeurs getroffen.[58]
- Lima/Peru: Auf dem 20. Gipfel der Asiatisch-Pazifischen Wirtschaftsgemeinschaft APEC steht die wirtschaftspolitische Entwicklung der ökonomisch schwächeren unter den assoziierten Staaten im Mittelpunkt. Das Fernziel der Mitglieder ist seit 1989 eine Freihandelszone.[59]

### Sonntag, 23. November 2008
- Cardiff / Vereinigtes Königreich: Der seit dem 1. Februar 1995 spurlos verschwundene Gitarrist und Texter Richey James Edwards der Band Manic Street Preachers wird für „vermutlich tot“ erklärt.[60]
- Mar del Plata/Argentinien: Die spanische Tennis-Mannschaft hat den diesjährigen Davis Cup gewonnen, sie hat sich gegen die Gastgeber, die Argentinier, mit 3:1 durchgesetzt.
- Orissa/Indien: Die Nachrichtenagentur asianews meldet, dass Hindu-Fundamentalisten in Orissa jetzt Belohnungen für Gewalt an Christen aussetzen; für die Ermordung von Geistlichen, kann demnach mit 250 Dollar Belohnung gerechnet werden, alternativ auch mit Lebensmitteln oder Benzin. Die indische Regierung hat eine Spezialeinheit von Sicherheitskräften eingesetzt.[61]
- Wien/Österreich: Nach 56 Tagen Verhandlung haben sich die SPÖ mit ihrem Spitzenkandidaten Werner Faymann und Josef Pröll von der ÖVP auf die Bildung einer neuen Großen Koalition geeinigt. Die erste Personalentscheidung: Ursula Plassnik wird der neuen Bundesregierung nicht mehr als Außenministerin angehören.[62]

### Montag, 24. November 2008
- Bagdad/Irak: Bei zwei Selbstmordanschlägen in Bagdad sterben mindestens 20 Menschen.[63]
- London / Vereinigtes Königreich: Die britische Regierung senkt wegen der Konjunkturkrise die Mehrwertsteuer von 17,5 auf 15 Prozent.[64]
- München/Deutschland: Der ifo-Geschäftsklimaindex ging auch im November zurück. Zuletzt wurde ein niedrigerer Wert als im Februar 1993 erreicht.[65]
- Stuttgart/Deutschland: Das Oberlandesgericht Stuttgart beschließt die Freilassung des seit 26 Jahren inhaftierten, ehemaligen RAF-Terroristen Christian Klar zum 3. Januar 2009.[66]

### Dienstag, 25. November 2008
- Nuuk/Grönland: Bei einer Volksabstimmung über ein Gesetz zur weitgehenden Selbstverwaltung von Dänemark stimmen 75,5 Prozent der Bevölkerung für das Gesetz.[67]
- Washington, D.C. / Vereinigte Staaten: Die Federal Reserve erklärt sich bereit, hypothekenunterlegte Wertpapiere in Höhe von bis zu 600 Mrd. US-Dollar, in erster Linie von Fannie Mae und Freddie Mac, aufzukaufen, um so den von der Finanzkrise betroffenen US-Immobilienmarkt zu beleben.[68]

### Mittwoch, 26. November 2008

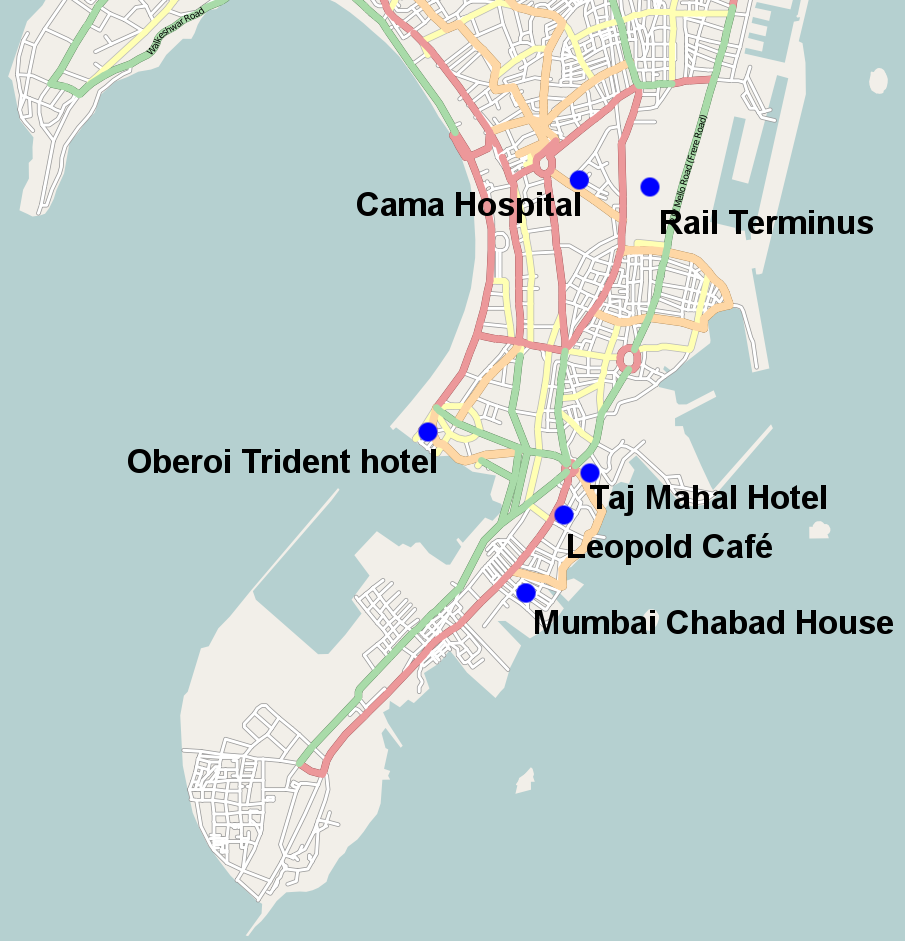
Die verschiedenen Tatorte in Mumbai

- Florianópolis/Brasilien: Bei schweren Überschwemmungen im brasilianischen Bundesstaat Santa Catarina sterben mindestens 116 Menschen, mindestens 30 werden noch vermisst. Insgesamt sind 1,5 Millionen Menschen von Wassermassen und Erdrutschen betroffen, 80.000 werden obdachlos.[69]
- Mumbai/Indien: Bei einer Serie von Terroranschlägen kommen mindestens 195 Menschen ums Leben. Auf das Hotel Taj Mahal Palace & Tower wird ein Brandanschlag verübt. Hier werden gezielt amerikanische sowie britische Staatsangehörige als Geiseln genommen.[70]

### Donnerstag, 27. November 2008
- Bangkok/Thailand: Demonstranten blockieren aus Protest gegen die Regierung neben dem Suvarnabhumi International Airport auch den Flughafen Bangkok-Don Mueang; der Luftverkehr brach daraufhin zusammen und tausende Touristen sitzen fest. Premierminister Somchai Wongsawat lehnt allerdings die Forderungen der Opposition nach einer Auflösung des Parlamentes und der Ausrufung von Neuwahlen ab.[71]
- Mittelmeer: Auf einem Testflug stürzt ein Airbus A320-200 der Fluggesellschaft XL Airways Germany in der Nähe der französischen Stadt Canet-en-Roussillon ins Meer, dabei sterben alle sieben Insassen.[72]
- Nürnberg/Deutschland: Die Zahl der Arbeitslosen in Deutschland sinkt im November auf 2,988 Millionen, 390.000 weniger als vor einem Jahr.[73]

### Freitag, 28. November 2008
- Berlin/Deutschland: Der Architekt Francesco Stella gewinnt den Wettbewerb zur Gestaltung des Humboldtforums mit seinem Entwurf der rekonstruierten Fassaden des Berliner Stadtschlosses. Drei der vier Fassaden sollen rekonstruiert werden, allerdings soll die Ostfassade des Schlosses zur Spreeseite hin nicht originalgetreu nachgebaut werden.[74]
- Berlin/Deutschland: Der Bundesrat lehnt das umstrittene BKA-Gesetz ab.
- München/Deutschland: Der Bayerische Ministerpräsident Horst Seehofer nennt Eckdaten einer von Bund und dem Land Bayern getragenen Rettungsaktion für die Bayerische Landesbank in Höhe von 31 Milliarden Euro. Den größten Einzelposten markiert eine Garantie über 15 Milliarden Euro aus dem „Rettungsschirm“ der Bundesanstalt für Finanzmarktstabilisierung.[75]

### Samstag, 29. November 2008
- Brasilia/Brasilien: Die Abholzung des Tropischen Regenwaldes im Amazonasgebiet hat sich um 4 Prozent gegenüber dem Vorjahr beschleunigt; zwischen Juli 2007 und Juli 2008 wurden 11.968 km² gerodet.

### Sonntag, 30. November 2008

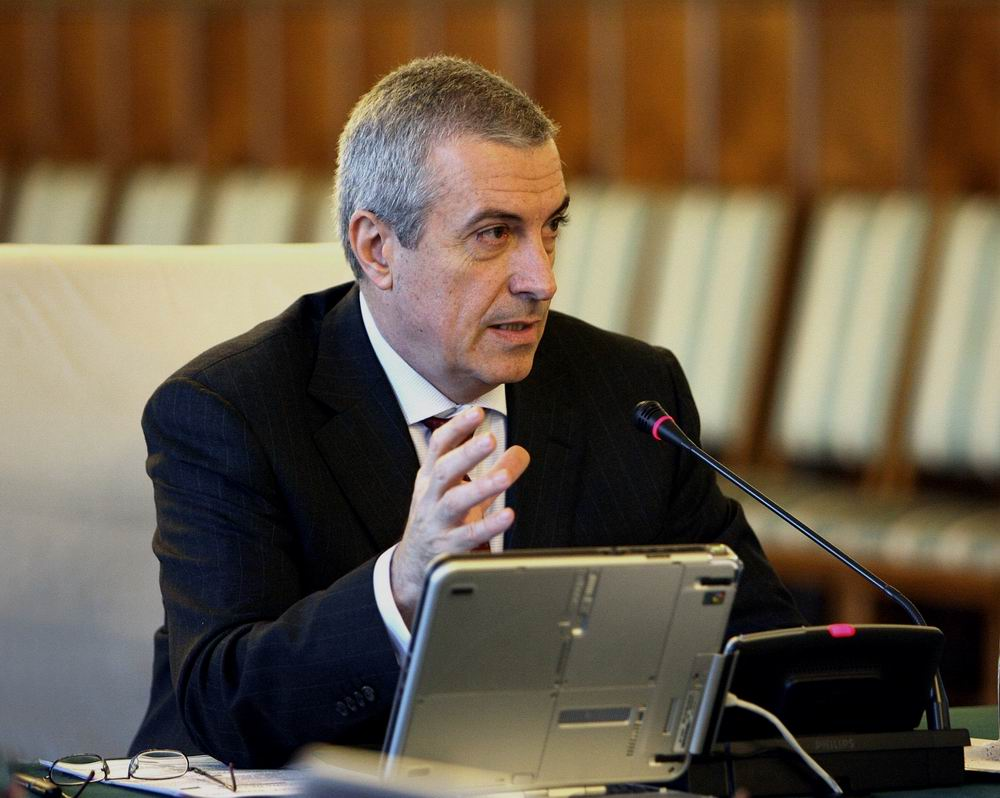
Călin Popescu-Tăriceanu

- Antelope Valley / Vereinigte Staaten: Die Raumfähre Endeavour landet wegen schlechten Wetters in Florida auf der kalifornischen Edwards Air Force Base.[76]
- Bukarest/Rumänien: Bei den Parlamentswahlen in Rumänien erleidet die regierende Nationalliberale Partei von Ministerpräsident Călin Popescu-Tăriceanu eine klare Niederlage. Die Oppositionsparteien PSD und PD-L konnten die meisten Stimmen auf sich vereinen.[77]
- Harare/Simbabwe: In dem südafrikanischen Staat befürchten Hilfsorganisationen bis März 2009 bei einer Cholera-Epidemie rund 10.000 Tote und 60.000 Infizierte.[78]
- Jerusalem/Israel: Die israelische Regierung unter Ehud Olmert beschließt die Freilassung von 250 Palästinensern zum islamischen Opferfest am 8. Dezember. Zuletzt wurden im August 198 palästinensische Gefangene freigelassen.[79]
- Jos/Nigeria: Bei den schlimmsten Zusammenstößen seit Jahren zwischen Christen und Muslimen werden vermutlich über 400 Menschen getötet.[80]

## Weblinks

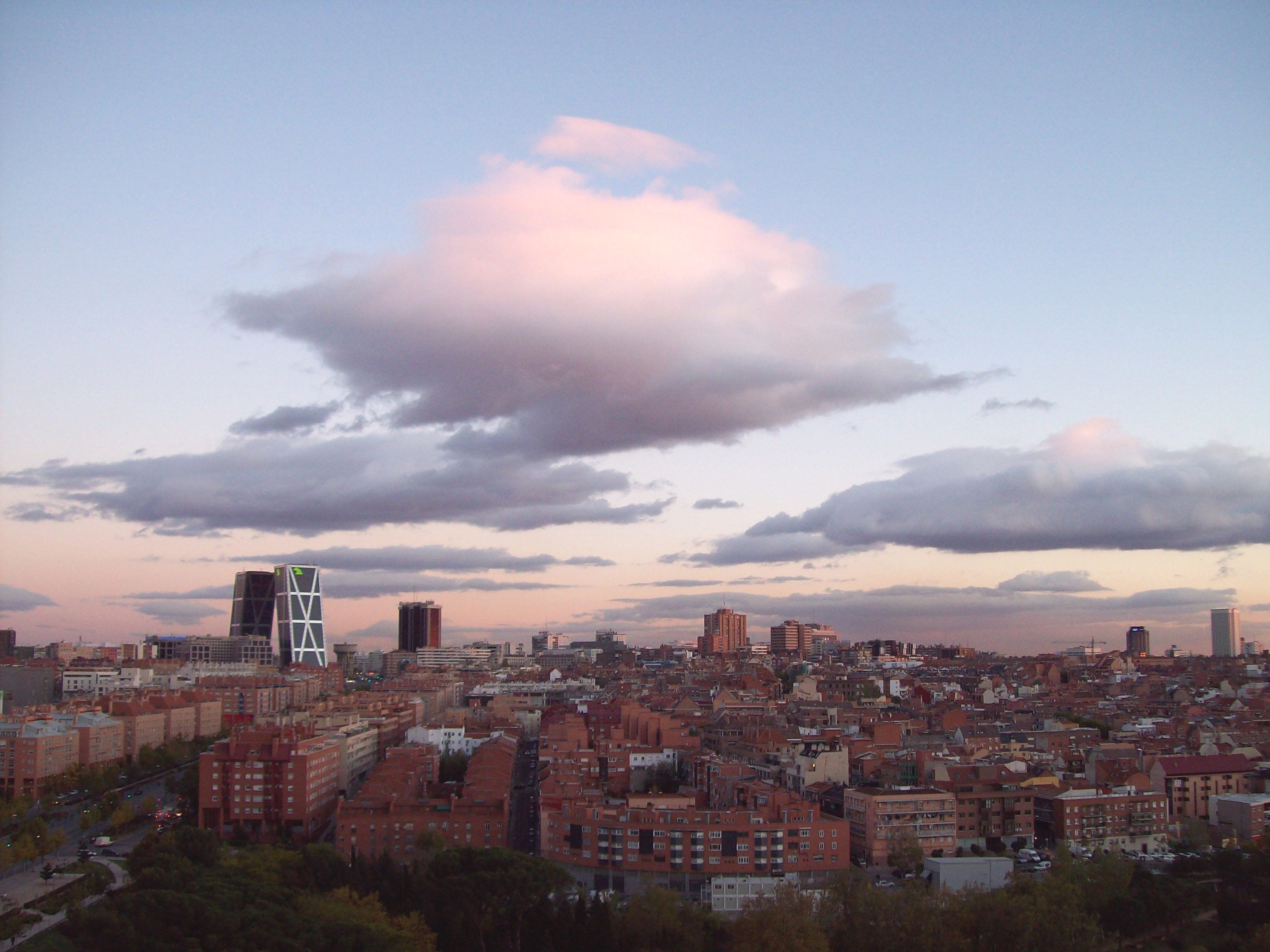
Madrid im November 2008